# Le Roi, l'Écureuil et la Couleuvre
Pour plus de détails, voir Fiche technique et Distribution.
Le Roi, l'Écureuil et la Couleuvre est un téléfilm français en deux parties réalisé par Laurent Heynemann et diffusé à partir du 5 mars 2011 sur France 3.
Ce titre s'explique par les armes de Nicolas Fouquet, l'écureuil, et celles de Jean-Baptiste Colbert, la couleuvre.

## Synopsis
À Paris, au XVIIe siècle, Nicolas Fouquet et Jean-Baptiste Colbert se disputent les faveurs de Mazarin. Fouquet, nommé surintendant des Finances, est confronté à la difficulté de sa charge. Il accroît cependant sa fortune et fait bâtir un château à Vaux-le-Vicomte. Ses dépenses excessives lui attirent les foudres de la cour. Saisissant cette opportunité, Colbert complote pour faire disgracier son rival...

## Fiche technique
- Réalisation : Laurent Heynemann
- Scénario : Didier Decoin
- Musique : Bruno Coulais
- Durée : 200 min
- Pays :  France
- Dates de diffusions : 
  - 4 février 2010 au festival du film de télévision de Luchon
  - 5 mars 2011 sur France 3 (première partie)
  - 6 mars 2011 sur France 3 (seconde partie)

## Distribution
- Lorànt Deutsch : Nicolas Fouquet
- Thierry Frémont : Jean-Baptiste Colbert
- Sara Giraudeau : Marie-Madeleine Fouquet
- Carole Richert : Mme de Sévigné
- Laurent Natrella : D'Artagnan
- Davy Sardou : Louis XIV
- Anne Loiret : Anne d'Autriche
- Marie-Christine Adam : Marie de Maupeou
- Marie-Julie Baup : Catherine de Manneville
- Lizzie Brocheré : Louise de la Vallière
- Jean-Pol Dubois : Mazarin
- Dominique Frot : Brigitte Laloy
- André Thorent : Pierre Séguier
- Adeline d'Hermy : Françoise de Sévigné
- Alban Casterman : Jean de La Fontaine
- Yann Pradal : François Vatel
- Alexandre Certain : Monsieur de Brienne
- Philippe Uchan : Louis Le Vau

## Lieux de tournages
Le téléfilm a été tourné dans les lieux suivants, :
- Château de Vaux-le-Vicomte
- Château de Blois
- Château de Chambord
- Château de Fontainebleau
- Château du Moulin à Lassay-sur-Croisne
- Château-Monastère de la Corroirie du Liget
- Château de Talcy.